# 김무옥
김무옥(金茂玉, 1915년 ~ 1950년)은 대한민국의 유도 선수, 조직폭력배이다. 김두한의 우미관패 소속으로 활동했으며, 해방 이후 김두한과 같이 우익활동을 했다. 한국 전쟁 발발 후 김두한과 함께 우미관패들과 학도병을 이끌고 낙동강 전투에 참전하였고, 김두한의 증언에 따르면 이때 인민군의 총에 맞아 전사했다고 한다. 다만 이는 확인된 사실은 아니다.

## 김무옥이 등장한 작품
- 《야인시대》(2002) (배우: 이혁재)

## 같이 보기
- 김두한
- 문영철
- 김영태
- 신영균
- 홍만길
- 조희창
- 김관철
- 홍영철
- 휘발유